# Ekstasis (Julia Holter)
Ekstasis è il secondo album in studio della musicista americana Julia Holter. È stato rilasciato l'8 marzo 2012 da RVNG International.
Ekstasis ha ricevuto ampi consensi dalla critica. Metacritic, che assegna una valutazione normalizzata su 100 alle recensioni delle pubblicazioni principali, ha dato all'album un punteggio medio di 83, basato su 18 recensioni.
L'album è stato inserito al numero 26 della lista dei migliori album dell'anno (2012) da Pitchfork Media

## Tracce
1. Marienbad – 5:24
2. Our Sorrows – 6:16
3. In the Same Room – 3:58
4. Boy in the Moon – 4:10
5. Für Felix – 4:10
6. Goddess Eyes II – 6:23
7. Moni mon amie – 3:31
8. Four Gardens – 6:12
9. Goddess Eyes I – 3:40
10. This Is Ekstasis – 8:54